# Antibiotic beta-lactamic
Antibioticele beta-lactamice (denumite și beta-lactamine) reprezintă o clasă de antibiotice care conțin un nucleu de beta-lactamă în molecula lor. În această categorie sunt incluse penicilinele, cefalosporinele, monobactamele și carbapenemele. Majoritatea antibioticelor beta-lactamice își manifestă activitatea antibacteriană prin inhibarea biosintezei peretelui celular bacterian. Sunt cele mai utilizate antibiotice, astfel că până în anul 2003, mai mult de jumătate dintre antibioticele disponibile comercial erau beta-lactamine.
Bacteriile pot dezvolta rezistență la antibiotice beta-lactamice, prin biosinteza unor enzime denumite beta-lactamaze, acestea având rolul de a distruge ciclul beta-lactamic. În practică, pentru depășirea acestei rezistențe, se utilizează combinații ale acestor antibiotice cu inhibitori de beta-lactamază, precum este acidul clavulanic.

## Clasificare și nomenclatură

Structurile de bază ale β-lactaminelor
(A) Penam. (B) Carbapenam. (C) Oxapenam.
(D) Penemă. (E) Carbapenemă. (F) Monobactamă.
(G) Cefemă. (H) Carbacefemă. (I) Oxacefemă.

β-lactaminele sunt clasificate în funcție de structura nucleului lor de bază.
- β-lactame fuzionate cu nuclee saturate formate din cinci atomi:
  - β-lactame fuzionate cu un nucleu de tiazolidină: penami (peniciline)
  - β-lactame fuzionate cu un nucleu de pirolidină: carbapenami.
  - β-lactame fuzionate cu nucleu de oxazolidină: oxapenami sau clavami.
- β-lactame fuzionate cu nuclee nesaturate formate din cinci atomi:
  - β-lactame fuzionate cu nucleu de 2,3-dihidrotiazol: peneme.
  - β-lactame fuzionate cu nucleu de 2,3-dihidro-1H-pirol: carbapeneme.
  - β-lactame fuzionate cu nuclee nesaturate formate din șase atomi:
  - β-lactame fuzionate cu nucleu de 3,6-dihidro-2H-1,3-tiazină: cefeme (cefalosporine și cefamicine).
  - β-lactame fuzionate cu nucleu de 1,2,3,4-tetrahidropiridină: carbacefeme.
  - β-lactame fuzionate cu nucleu de 3,6-dihidro-2H-1,3-oxazină: oxacefeme.
- β-lactame care nu sunt fuzionate cu alt nucleu: monobactame.
- β-lactame fuzionate cu alte două nuclee: trineme (tribactame).

## Utilizări medicale
Antibioticele beta-lactamice sunt indicate în prevenirea (profilactic) și tratamentul (curativ) infecțiilor bacteriene cauzate de tulpini sensibile. La începutul dezvoltării acestei clase, reprezentanții erau majoritar activi împotriva bacteriilor Gram-pozitive, însă cercetarea recentă a dus la dezvoltarea unor noi antibiotice beta-lactamice cu spectru larg de activitate, chiar și împotriva bacteriilor Gram-negative.

## Reacții adverse
Cele mai comune reacții adverse care apar în tratamentul cu antibiotice beta-lactamice sunt diareea, greața, urticaria, suprainfectarea (inclusiv candidoza). Reacții adverse de tip imunologic pot apărea la până la 10% dintre pacienți. Anafilaxia poate fi indusă la 0,01% dintre pacienți.